# Magalí Fontana
Magalí Fontana (* 26. Dezember 1979 in San Martín de las Escobas) ist eine argentinische Tangosängerin.

## Leben und Wirken
Fontana begann im Alter von neun Jahren Folkmusik zu singen und gewann 1990 den Ersten Preis beim  Festival Juvenil de Santo Tomé. 1991 und 1995 trat sie als Duopartnerin von León Gieco auf. In Santa Fe erhielt sie 1996 den Ersten Preis als Tangosolistin beim Encuentro Juvenil de Cultura de la Provincia. Danach hatte sie Auftritte mit Tangomusikern wie Carlos Cristal, Luis Filipelli, Alberto Bianco, Alberto Hidalgo und Abel Córdoba. In der Stadt El Trébol trat sie 1998 beim Festival Departamental del Tango auf. Im gleichen Jahr hatte sie auch Auftritte in Lionel Godoys Fernsehshow La Noche con Amigos und bei der Fiesta del Alfajor in La Falda mit Rubén Juárez und Silvia Gaudín.
Mit Osvaldo Piro, dem Pianisten Oscar De Elía und den Sängern Jorge Valdez und Virginia Luque nahm Fontana 2000 und 2001 an den Fiesta Nacional del Tango teil. Im August 2000 erhielt sie den Premio Revelación 2000 der Asociación Rosarina Carlos Gardel. Ebenfalls 2000 war sie Preisträgerin, 2002 Finalistin beim Festival Nacional de Folklore de Cosquín. 2003 präsentierte sie in Rosario die Show Pasión Tanguera, el musical. Ihre erste CD Pasión Tanguera veröffentlichte Fontana 1998. 2000 folgte Tango te quiero cantar und 2003 Sueño de adoquín (mit Mingo Scalenghe).